# Phlogophilus
Phlogophilus – rodzaj ptaków z podrodziny paziaków (Lesbiinae) w rodzinie kolibrowatych (Trochilidae).

## Zasięg występowania
Rodzaj obejmuje gatunki występujące w Ameryce Południowej (Kolumbia, Ekwador i Peru).

## Morfologia
Długość ciała 7,2–7,6 cm; masa ciała 2,2–3,7 g.

## Systematyka

### Etymologia
Phlogophilus: gr. φλοξ phlox, φλογος phlogos „błyskawica, blask”; φιλος philos „miłośnik”.

### Podział systematyczny
Do rodzaju należą następujące gatunki:
- Phlogophilus hemileucurus Gould, 1860 – srokaczek białopierśny
- Phlogophilus harterti von Berlepsch & Stolzmann, 1901 – srokaczek płowy